# 复旦大夏第二联合大学
复旦大夏第二联合大学（简称联大第二部），位于贵州贵阳讲武堂，是抗日战争时期复旦大学与大夏大学共同组成的一所大学。

## 历史
1937年8月13日，淞沪会战爆发，上海的多所高校考虑内迁。大夏大学校长王伯群频繁活动，通电贵州省政府，与贵州省主席吴鼎昌洽商，贵州省同意借地作为校舍。9月20日，大夏大学、复旦大学两校校长在教育部会晤，决定成立两所联合大学，其中复旦大夏第二联合大学位于贵州贵阳，王伯群任校长，欧元怀任副校长，章益任教务长。11月8日，陈立夫拨款20万元资助联大第二部在贵阳建校。
复旦大夏第一联合大学开学后，两校代表抵达贵阳，11月19日借中山公园为临时办公处，12月2日贵州省国民党部在民众教育馆举行欢迎仪式，5日贵州省教育厅举行欢迎仪式，12日在省立贵阳女子师范学校招考新生。贵州省驻守贵阳讲武堂的军队陆续搬出，12月23日报到注册，27日正式上课。
1938年2月25日，两校在贵州桐梓的桐梓县立中学召开联合大学行政委员会议，决定自4月起取消联合，以第一部为复旦，第二部为大夏。

## 院系
- 文法学院：国文系、英文系、史地系、社会系、法律系、政治经济系；
- 理学院：数理系、化学系、土木工程系；
- 教育学院：教育行政系、教育心理系、社会教育系；
- 商学院：银行系、会计系、交通及商业管理系；
- 专修科：师范系。

## 建筑
- 贵阳讲武堂
- 王伯群故居